# Brinje
Brinje (in italiano Brigne) è un comune della Croazia nella Regione della Lika e di Segna, situata a circa 60 km da Gospić. Secondo il censimento del 2001, Brinje ha una popolazione di 4 108 abitanti, il 92% dei quali è croato.

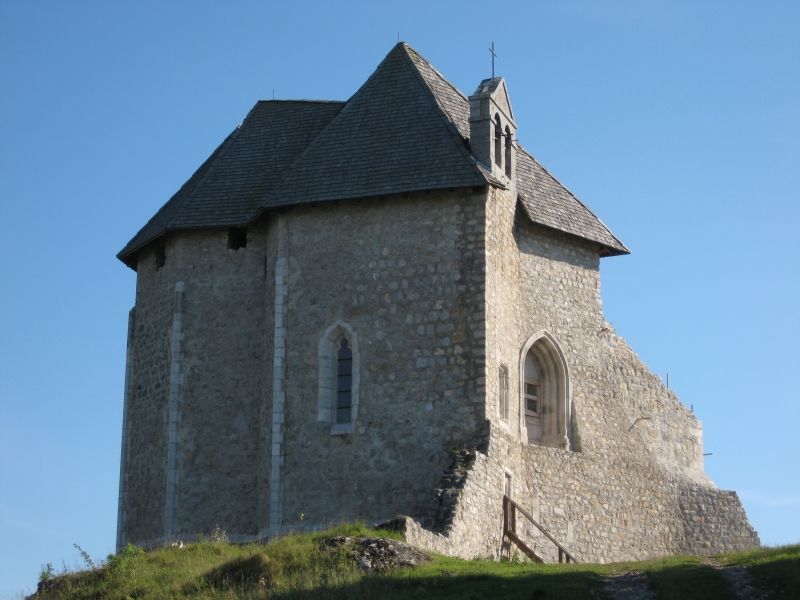
Castello Sokolac

Il paese si sviluppa attorno al Castello Sokolac, che ospita una delle cappelle gotiche meglio conservate in Croazia, Santa Maria, risalente al XIV sec. Il nome del castello prende il nome dalla parola croata sokolac ("falco"), presente sullo stemma della città.
La storia di Brinje risale al Medioevo, quando era sotto il dominio delle famiglie nobili Frankopan e Gorjanski e durante il quale fu un'importante città fortificata.
È a circa 60 km a nord di Gospić, su una strada una volta importante, la "Josephina", che passa per l'entroterra attraversando il passo Kapela, in direzione della costa, a Segna.
Nella frazione Jezerane nacque il militare Janko Vuković de Podkapelski, ultimo comandante della nave ammiraglia austro-ungarica SMS Viribus Unitis.

## Popolazione nei villaggi
Nell'ultimo censimento, avvenuto nel 2001, Brinje contava 4.108 abitanti, suddivisi tra 12 villaggi:
- Brinje, 1.708 ab.
- Križpolje, 655 ab.
- Jezerane, 375 ab.
- Stajnica, 301 ab.
- Križ Kamenica, 286 ab.
- Lipice, 254 ab.
- Letinac, 222 ab.
- Prokike, 122 ab.
- Vodoteč, 98 ab.
- Glibodol, 41 ab.
- Žuta Lokva, 37 ab.
- Rapain Klanac, 10 ab.